# Fazék Gyula
Fazék Gyula (Felpéc, 1883. augusztus 2. – Budapest, 1964. május 8.) magyar bányamérnök, bányászattörténész. 

## Életpályája
Oklevelét 1907-ben szerezte a selmecbányai Bányászati és Erdészeti Főiskolán, utána ugyanitt tanársegéd volt. Böckh Hugó geológus professzor mellett részt vett az erdélyi földgázkutatásokban, 1908-ban pedig a nagybányai járásban levő, aranyércben gazdag Iloba községbeli kutatásokat vezette. A kedvező eredmények hatására 1911-ben egy új ércelőkészítő üzemet építettek Fazék Gyula vezetésével.
1912-től a Magyarhoni Ércbánya Rt. műszaki vezetője volt Nagybányán. Az ércelőkészítésben több, külföldön is elismert  új eljárást vezetett be. 1933-tól a Ganz-gyár, majd a Magyar Nemzeti Bank műszaki tanácsadója volt. A Nemzeti Bank 1941-ben külön  osztályt  állított  fel az  erdélyi aranybányászat megszervezésére, és ennek élére Fazék Gyulát nevezték ki. Majd a a Nemzeti Bank nagybányai fiókjának igazgatója is volt. 1940-ben az Erdélyrészi Gyáriparosok Szövetsége bányaipari szakosztályának elnökévé választották.
Megírta Nagybánya bányászatának történetét és Magyarország teljes fémbányászatának monográfiáját, ezek kéziratban vannak.